# Erythrodiplax amazonica
Erythrodiplax amazonica is een libellensoort uit de familie van de korenbouten (Libellulidae), onderorde echte libellen (Anisoptera).
De wetenschappelijke naam Erythrodiplax amazonica is voor het eerst geldig gepubliceerd in 1918 door Sjöstedt.